# Ksar Ouled M'hemed
Ksar Ouled M'hemed, également appelé Ksar Ouled Mahmed ou Ksar Beni Blel, est un ksar de Tunisie situé dans le gouvernorat de Tataouine.

## Localisation
Le ksar constitue un ensemble, baptisé Ksour Jelidet, avec deux voisins, Ksar Ouled Abdelwahed et Ksar Ouled Boujlida, avec qui il partage des caractéristiques communes (date de fondation et plan compact avec une entrée couverte ou skifa). Tous trois sont situés sur une colline au pied de l'escarpement du djebel Abiodh.

## Histoire
Si Kamel Laroussi estime sa fondation au XVIIIe siècle, Abdesmad Zaïed l'estime vers l'année 1272 de l'hégire, soit 1855.

## Aménagement
Le ksar de forme rectangulaire (environ 60 mètres sur 80) compte 223 ghorfas, réparties surtout sur trois étages, et dont la moitié comporte encore une porte en bois. 242 ghorfas sont dénombrées par Kamel Laroussi en 2004 et 200 par Abdesmad Zaïed en 1992. Un bloc de ghorfas se trouve dans la cour.
L'ensemble est encore en service vers 1990 puis restauré en 2007 grâce à un financement de l'Institut national du patrimoine.